# Pedro Yáñez
Piotr Yanez de Novoa (hiszp. Pedro Yáñez de Novoa)  – wielki mistrz zakonu Alcantara w latach 1234–1254 i zakonu Calatrava w latach 1254–1267.
Od momentu wybrania na stanowisko wielkiego mistrza Alcantary toczył ciężkie boje z Maurami w prowincji Serena. W 1234 r. zdobył miasto i zamek Medellin (dzisiaj miejscowość Medellín w prowincji Badajoz  w Hiszpanii) wraz z otaczającymi ziemiami, w 1236 r. zamki w Benquerencia i Almorchóna, a  w 1241 r. zamek Matrera w Villamartin w Andaluzji, który za jego rządów w Calatravie w 1256 r. przeszedł w posiadanie tego zakonu. Ustalił z królem Ferdynandem III przekazanie zakonowi Alcantara zamku Magacela wraz z otaczającymi go ziemiami w zamian za miasto Trujillo. Wybrany na urząd wielkiego mistrza Calatravy na wyraźne polecenie króla Alfonsa X.